# 浅野長賢 (旗本)
浅野 長賢（あさの ながかた）は、江戸時代前期の旗本寄合。赤穂藩浅野家の分家。通称は兵部、内記。

## 生涯
交代寄合の松平清昌の末男として誕生した。おばの婚家である浅野家の従兄の赤穂藩主浅野長直の養子に入るが、実子長友の誕生により部屋住みに落とされた。
承応元年7月26日（1652年8月29日）には、4代将軍・徳川家綱に初御目見する。寛文11年3月5日（1671年4月14日）、長友から3500石を分与されたため、旗本の寄合に列した。貞享3年12月6日（1687年1月19日）の隠居により、その家督は婿養子の長武（赤穂浅野家家臣大石良重の子、母が浅野長直の娘）に譲った。
貞享4年（1687年）死去。享年54。